# Венанций Северин Фауст
Венанций Северин Фауст (лат. Venantius Severinus Faustus) — политический деятель раннего Средневековья (V век) при короле Одоакре.
Его имя известно лишь по надписи на предназначавшемся ему сидении в амфитеатре Флавиев. Согласно надписи, был префектом Рима и комитом доместиков.
К нему относят и другую надпись на сидении в амфитеатре Флавиев.
Вне сомнения был связан с Глабрионом Венанцием Фаустом (префект Рима не позднее 483 года).